# 乔治·尼科尔
乔治·尼科尔（英語：George Nicol，1886年12月28日—1967年1月28日），英国男子田径运动员。他曾代表英国参加1908年和1912年夏季奥林匹克运动会田径比赛，其中1912年奥运会获得一枚铜牌。